# Tim Murray
Timothy Patrick "Tim" Murray, född 7 juni 1968 i Worcester, Massachusetts, är en amerikansk demokratisk politiker. Han var Worcesters borgmästare 2002–2007 och viceguvernör i Massachusetts 2007–2013.
Murray tillträdde 2002 som Worcesters borgmästare och efterträddes 2007 av Konstantina Lukes. Därefter tillträdde han som Massachusetts viceguvernör. Murray avgick i maj 2013 för att tillträda som ordförande för Worcesters handelskammare.